# Una casa in cima al mondo/Se tu non fossi qui
Una casa in cima al mondo/Se tu non fossi qui è il 75° singolo di Mina, pubblicato a gennaio del 1966 su vinile a 45 giri dall'etichetta Ri-Fi.

## Il disco
Mina apre la produzione 1966 dei suoi singoli con un 45 giri che contiene due canzoni partecipanti al Festival di Sanremo di quell'anno. Scegliendo, come d'abitudine, i due brani a lei più adatti e facendoli diventare suoi successi personali.
Esiste anche in versione esclusiva per jukebox, la cui vendita è vietata al pubblico.
Primo singolo in stereofonia nella discografia dell'artista.
Entrambi i brani fanno parte dell'album Studio Uno 66 e sono stati filmati per i caroselli Barilla. L'immagine in copertina è invece tratta dal video girato per il brano Addio.
Gli arrangiatori dirigono le rispettive orchestre.
Nel 1966, Mina incide le versioni in spagnolo dei due brani, intitolate rispettivamente Una casa encima del mundo e Si no estuvieras tu con i testi di Ben Molar e Antartide.

Entrambi i pezzi sono stati inseriti nell'EP Una casa en la cima del mundo/Si no estuvieras tu/Adios/Ahora o jamas (Belter 51.645) pubblicato in Spagna e nella raccolta su CD Mina latina del 1998.
Il singolo con i due brani in italiano è stato ristampato per il mercato spagnolo con copertina diversa e titolo Mina canta Sanremo 1966 (Belter 07-246).

## Una casa in cima al mondo
Scritta da Pino Donaggio e proposta in gara a Sanremo dallo stesso autore e da Claudio Villa, sfiora il podio della manifestazione, ottenendo il quarto posto.
Mina la promuove per la prima volta il 5 febbraio durante il programma di varietà televisivo Un'ora insieme, in cui come ospite duetta con la conduttrice Caterina Valente. Il video di questa esibizione si trova nel DVD Gli anni Rai 1965-1966 Vol. 8, inserito in un cofanetto monografico di 10 volumi pubblicato da Rai Trade e GSU nel 2008.

### Musica e testo
Il testo racconta il sogno di due innamorati di volare con la loro casa, la melodia contribuisce all'immagine elevandosi gradatamente di tonalità con piacevoli virtuosismi musicali. Lavoro compositivo di qualità di Pino Donaggio in gran forma, parzialmente compromesso a Sanremo dall'interpretazione roboante e stentorea di Claudio Villa. Mina restituisce la giusta dimensione onirica al pezzo e subito ottiene migliori risultati in classifica.

## Se tu non fossi qui
Altro brano del Festival di Sanremo 1966 presentato da Peppino Gagliardi e Pat Boone, che ha però meno fortuna del precedente, arrivando decimo.
Mina canta il pezzo dal vivo, inizialmente come ospite di Johnny Dorelli nella prima puntata del programma Johnny sera (28 aprile 1966), poi in una puntata di Aria condizionata (24 luglio). Anche la registrazione del brano nel programma di Dorelli è reperibile in Gli anni Rai 1965-1966 Vol. 8.
Nel 1967 esce l'album Sempre che contiene la versione strumentale del brano eseguita dall'orchestra di Franco Monaldi, tromba solista Oscar Valdambrini, (CAR Juke Box, CRJLP 00010).

### Musica e testo
Altra bella melodia sottovalutata di Carlo Alberto Rossi, che sovrasta la semplice personalità canora di Pat Boone, ma diventa intensa e suggestiva nell'ottima interpretazione di Gagliardi, che tuttavia paga il fatto di essere un cantante all'epoca ancora poco conosciuto e apprezzato.
Come era già accaduto nel 1964 con E se domani e succederà ancora nel 1968 con Che vale per me (altre due canzoni firmate Rossi), l'intuizione di Mina e la sua capacità interpretativa faranno di questo brano un successo più ricordato e celebrato della versione originale.

## Tracce
Lato A
1. Una casa in cima al mondo – 3:01 (testo: Vito Pallavicini – musica: Pino Donaggio; edizioni musicali Curci)

Lato B
1. Se tu non fossi qui – 3:03 (testo: Marisa Terzi[8] – musica: Carlo Alberto Rossi; edizioni musicali California)

## Classifiche

### Classifiche settimanali
| Classifica (1966) | Posizione massima |
| ----------------- | ----------------- |
| Italia            | 5                 |

### Classifiche di fine anno
| Classifica (1966) | Posizione |
| ----------------- | --------- |
| Italia            | 49        |